# NGC 6573
NGC 6573 is een open sterrenhoop in het sterrenbeeld Boogschutter. Het hemelobject werd op 28 juli 1830 ontdekt door de Britse astronoom John Herschel.

## Synoniemen
- ESO 590-**7